# Nimravidae
Nimravidae är en utdöd familj med kattliknande rovdjur som är kända från fossil påträffade i Europa, Asien och Nordamerika. Gruppens fossila historia sträcker sig från Yngre Eocen till Yngre Miocen.
Sitt kattliknande utseende till trots anses Nimravidae inte ha varit nära släkt med kattdjur, då de även saknar en del drag som utmärker kattdjuren, bland annat i mellanörats uppbyggnad. De båda familjernas likheter med varandra anses delvis vara till följd av konvergent evolution.
Nimravider hade i regel långa, låga kroppar med korta ben och mellanfot som var förhållandevis kort och anpassad till hälgång. Tassarna var försedda med klor som delvis gick att dra in. Kroppsbyggnaden vittnar om att Nimravider i likhet med ”äkta” kattdjur i huvudsak var bakhållsjägare. Många släkten var utrustade med förlängda hörntänder, vilket har givit upphov till smeknamnet ”falska sabeltandskatter” (i motsats till de "äkta" sabeltandade kattdjuren, Machairodontinae).

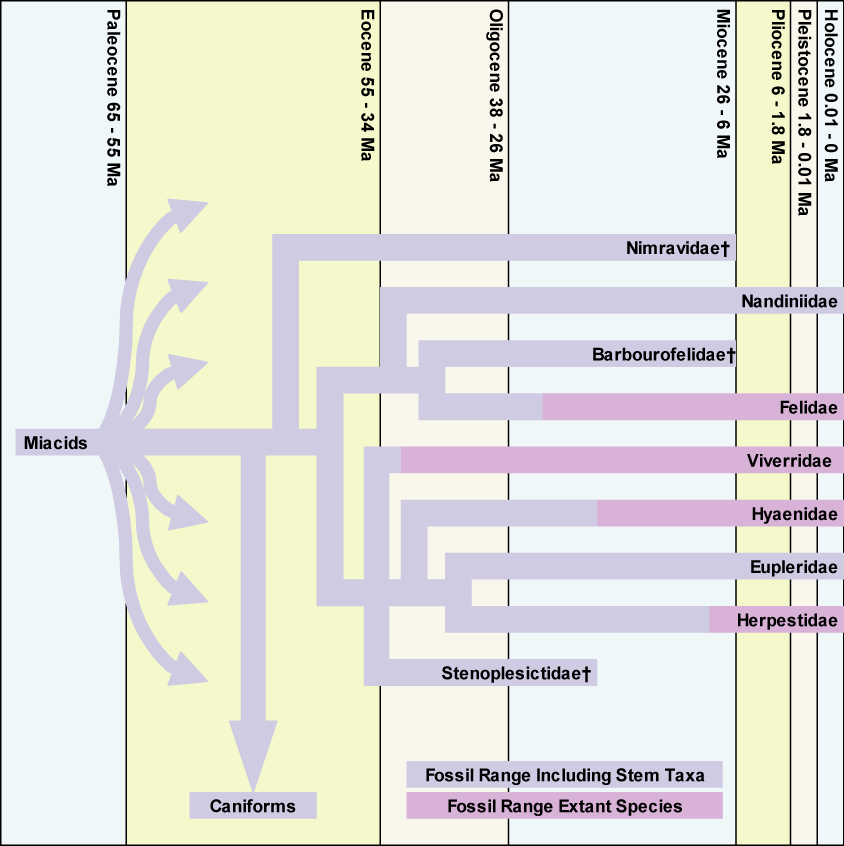
Diagram som visar Nimravidaes släktskap till andra kattliknande rovdjur.

## Släkten
- Maofelis
- Pangurban

Underfamilj Hoplophoneinae
- Hoplophoneus
- Eusmilus
- Nanosmilus

Underfamilj Nimravinae
- Dinictis
- Dinaelurus
- Dinailurictis
- Eofelis
- Nimravus
- Pogonodon
- Quercylurus